# Moritz Oeler
Moritz Oeler (Neustadt an der Weinstraße, 1985. október 21. –) német vízilabdázó, a TEVA-Vasas játékosa.

## Pályafutása
Pályafutását szülővárosában, a Schwimmclub Neustadt csapatában kezdte. 2006-ban gólkirály lett a német bajnokcsapattal, az SV Cannstatt-tal, majd a patinás Spandau 04-hez igazolt. A fővárosi egyesülettel további hat bajnoki címet és öt kupagyőzelmet ünnepelt. A 2008-as Európa-bajnokságon 6. helyen zárt a nemzeti válogatottal.
2012. június 4-én egyéves szerződést kötött a TEVA-Vasas-UNIQA-val.

## Eredményei
Nemzeti
- Német bajnok
  - Győztes (7): 2006, 2007, 2008, 2009, 2010, 2011, 2012
- Német kupa
  - Győztes (5): 2007, 2008, 2009, 2011, 2012

## Fordítás
- Ez a szócikk részben vagy egészben  a   Moritz Oeler című német Wikipédia-szócikk fordításán alapul.  Az eredeti cikk szerkesztőit annak laptörténete sorolja fel. Ez a jelzés csupán a megfogalmazás eredetét és a szerzői jogokat jelzi, nem szolgál a cikkben szereplő információk forrásmegjelöléseként.